# Gasaka
Gasaka är ett periodiskt vattendrag i Burundi.   Det ligger i provinsen Ruyigi, i den centrala delen av landet, 110 kilometer öster om huvudstaden Bujumbura.
Omgivningarna runt Gasaka är en mosaik av jordbruksmark och naturlig växtlighet. Runt Gasaka är det ganska tätbefolkat, med 172 invånare per kvadratkilometer.